# Лёгкая атлетика на летних Олимпийских играх 1900 — бег на 200 метров
Соревнования по бегу на 200 метров среди мужчин на летних Олимпийских играх 1900 прошли 22 июля. Приняли участие восемь спортсменов из семи стран.

## Призёры
| Золото             | Серебро              | Бронза                 |
| Джон Тьюксбери США | Норман Причард Индия | Стэнли Роули Австралия |

## Соревнование

### Предварительные забеги
| Место | Спортсмен                | Результат  |
| ----- | ------------------------ | ---------- |
| 1     | Уильям Голланд (USA)     | 24,0 с OR  |
| 2     | Норман Причард (IND)     | Неизвестен |
| 3     | Адольф Клигенхёфер (FRA) | Неизвестен |
| 4     | Эрно Шуберт (HUN)        | Неизвестен |

| Место | Спортсмен                 | Результат  |
| ----- | ------------------------- | ---------- |
| 1     | Стэнли Роули (AUS)        | 25,0 с     |
| 2     | Джон Тьюксбери (USA)      | Неизвестен |
| 3     | Ингвар Брюн (NOR)         | Неизвестен |
| 4     | Альберт Велькмюллер (GER) | Неизвестен |

### Финал
| Место | Спортсмен            | Результат  |
| ----- | -------------------- | ---------- |
| 1     | Джон Тьюксбери (USA) | 22,2 с OR  |
| 2     | Норман Причард (IND) | Неизвестен |
| 3     | Стэнли Роули (AUS)   | Неизвестен |
| 4     | Уильям Голланд (USA) | Неизвестен |